# Центрально-Чернозёмный экономический район

Центрально-Чернозёмный экономический район на карте России

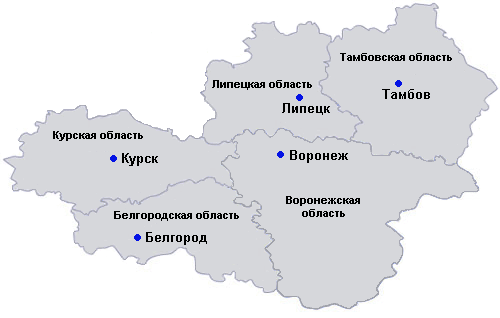
Административная карта Центрально-Чернозёмного района

Неофицальный флаг Центрально-Чернозёмного экономического района.

Центра́льно-Чернозёмный экономи́ческий райо́н (Черноземье) — один из 12 экономических районов Российской Федерации, в который входят регионы южной части Центральной России.
Классификация экономического региона в структуре экономического районирования России поддерживается Минэкономразвитием России.
Черноземье — от слова чернозёмы, указывает на то, что основную местность составляют тучные чернозёмы (плодородная земля). Район занимает центральное положение в чернозёмной полосе Русской равнины.

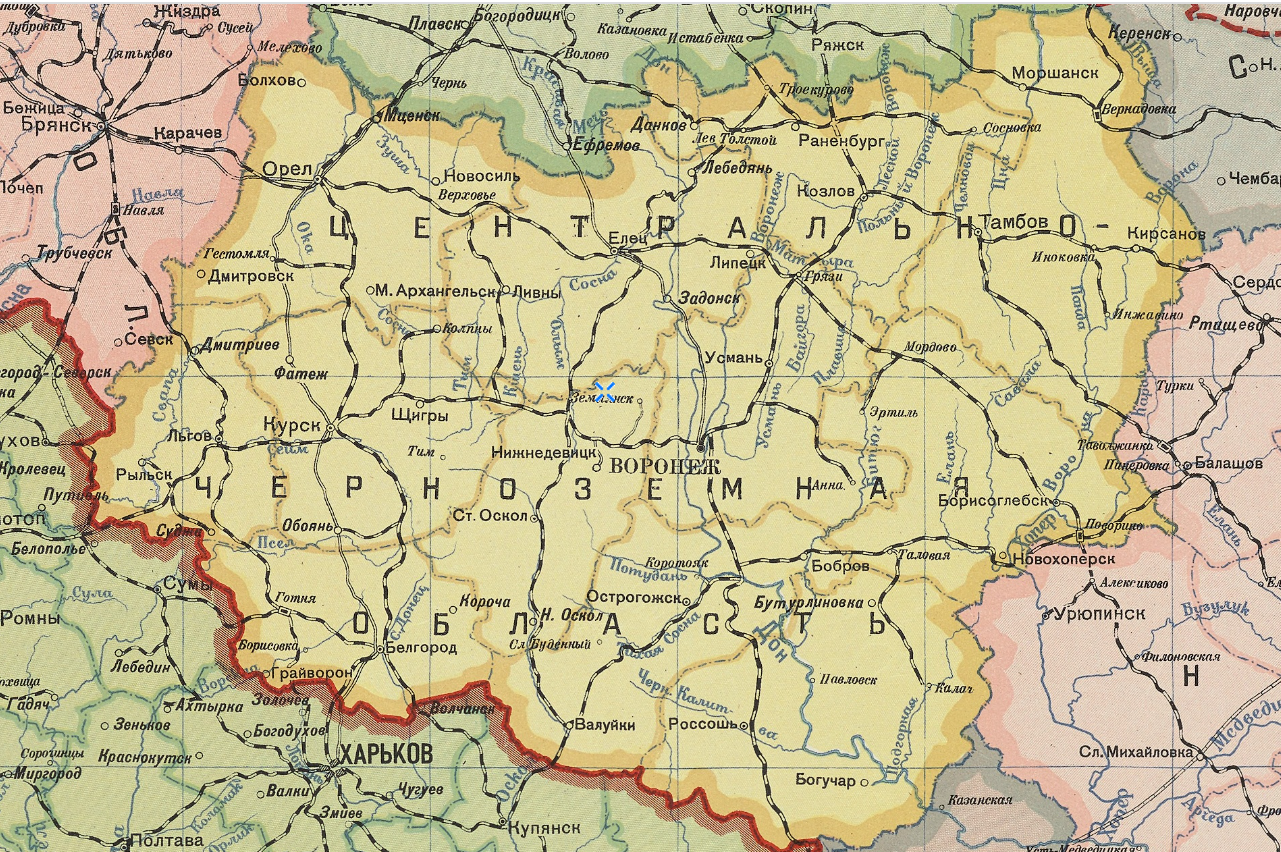
Административная карта Черноземной области

## Формирование региона

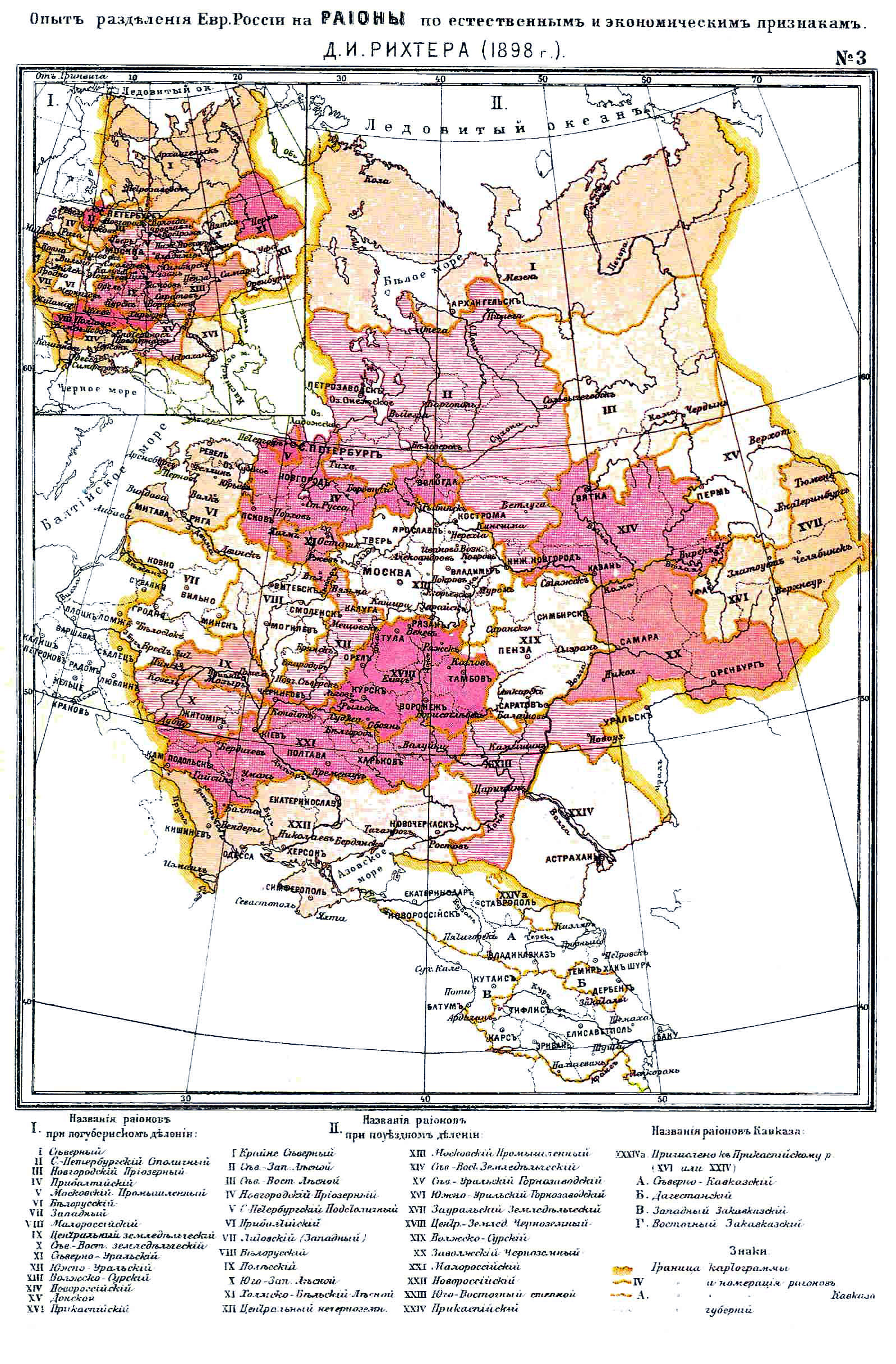
Районирование по Д. И. Рихтеру (1898)

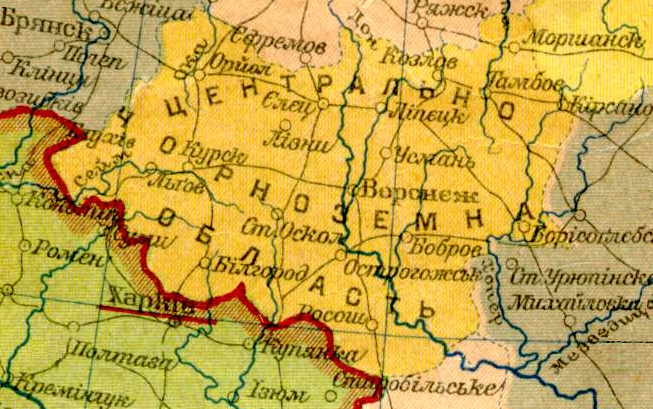
Центрально-чернозёмная область на фрагменте карты европейской части СССР в 1928—1934 годах

Экономический район получил свои очертания в границах административно-территориального деления центральных регионов России в XX веке. В настоящее время географически не является центром, так как расположен у западной границы.
Обособление территории как административной единицы было на ранних этапах нового заселения окраины Северо-Восточной Руси в XVI—XVII веках. К тому времени относится территориальное деление военной и административно-хозяйственной деятельности Разрядного приказа на Московский (ведавший не только московскими, но и общегосударственными делами), Белгородский, Владимирский, Новгородский, Севский и Киевский столы.
Российский государственный архив древних актов (РГАДА) сохраняет большой массив информации о хозяйственных делах регионов Черноземья в списках Белгородского стола.
Административно-территориальное деление нынешнего Черноземья изменялось в результате множественных государственных реформ. В 1880 году вышло статистическое издание книги «Волости и важнейшие селения Европейской России. Выпуск I. Губернии центральной земледельческой области». В состав центральной земледельческой области включены 8 губерний: Рязанская, Тульская, Калужская, Орловская, Курская, Воронежская, Тамбовская и Пензенская.
В 1928 году из бывших Воронежской, Курской, Орловской и Тамбовской губерний была образована Центрально-Чернозёмная область с центром в Воронеже. В 1934 году область была упразднена. Условное статистическое деление и выделение района сохранилось, лишь современная Орловская область в него не входит.
Активное развитие промышленности и новая локализация Черноземья началось только в советское время. Это было связано, в основном, с индустриализацией, освоением железорудных ресурсов Курской магнитной аномалии и созданием ряда машиностроительных предприятий.
31 мая 1991 года издано распоряжение Председателя Верховного Совета РСФСР «Об организации ассоциаций экономического взаимодействия областей Центрально-Чернозёмного региона РСФСР и мерах по созданию условий для их ускоренного развития».
С 1991 по 2001 годы в Ассоциацию «Черноземье» входило 10 областей: Белгородская, Воронежская, Курская, Липецкая, Новгородская, Орловская, Смоленская, Тамбовская, Тульская и Брянская.

## Территория и население
Согласно сетке районирования Госплана СССР и в современной России в ЦЧР входят 5 регионов: Белгородская, Воронежская, Курская, Липецкая и Тамбовская области.
- Площадь: 167856 км², 0,98 % от всей территории России;
- Численность населения: 7141554 человека (2022), 4,86 % от всего населения России;
- Плотность населения: 43 чел./км²;
- Уровень урбанизации: 68 % населения проживает в городах, в сельской местности — 32%.

### География
Центрально-Чернозёмный экономический район граничит с ведущим промышленным районом страны — Центральным и удобно расположен по отношению к топливно-энергетическим базам Поволжья, Северного Кавказа, Донбасса и Украины. Территория района находится на водоразделе, по верхнему течению рек Оки, Дона и Сейма (приток Десны), Северского Донца. Западная часть района находится на Среднерусской возвышенности, средняя — на Окско-Донской низменности. Особенность современного рельефа — множество оврагов, чему способствовали как природные факторы (Днепровское оледенение), так и социально-экономические (массовая вырубка лесов, чрезмерная распашка степей и лугов).

### Области
|       | Регион               | Площадь, км² | Население, чел. (2022) | Плотность населения, чел./км² (2022) |
| ----- | -------------------- | ------------ | ---------------------- | ------------------------------------ |
|       | Белгородская область | 27 134       | 1 530 222              | 54,62                                |
|       | Воронежская область  | 52 216       | 2 285 240              | 43,28                                |
|       | Курская область      | 29 997       | 1 081 905              | 35,00                                |
|       | Липецкая область     | 24 047       | 1 113 584              | 46,09                                |
|       | Тамбовская область   | 34 462       | 979 504                | 27,47                                |
| всего |                      | 167 856      | 7 141 554              | 42,90                                |

### Крупнейшие города
По итогам Всероссийской переписи населения 2010 года, в Центрально-Чернозёмном экономическом районе 52 города, из них:
- 2 крупнейших — от 500 тыс. до 1 млн жителей
- 3 крупных — от 250 тыс. до 500 тыс. жителей
- 2 больших — от 100 тыс. до 250 тыс. жителей
- 6 средних — от 50 тыс. до 100 тыс. жителей
- 39 малых — менее 50 тыс. жителей
- 5 — от 40 тыс. до 50 тыс. жителей
- 5 — от 30 тыс. до 40 тыс. жителей
- 9 — от 20 тыс. до 30 тыс. жителей
- 12 — от 10 тыс. до 20 тыс. жителей
- 8 — менее 10 тыс. жителей

По переписи 2018 года, городов с численностью населения более 100 тысяч человек увеличилась с 7 до 8.
| № | Герб | Город        | Население (2018) | Основание или первое упоминание |
| - | ---- | ------------ | ---------------- | ------------------------------- |
| 1 |      | Воронеж      | 1 047 549        | 1586                            |
| 2 |      | Липецк       | 509 735          | 1703                            |
| 3 |      | Курск        | 448 733          | 1032                            |
| 4 |      | Белгород     | 391 554          | 1596                            |
| 5 |      | Тамбов       | 293 661          | 1636                            |
| 6 |      | Старый Оскол | 224 153          | 1593                            |
| 7 |      | Елец         | 104 349          | 1146                            |
| 8 |      | Железногорск | 100 740          | 1957                            |